# Angel Robinson
Angel Robinson (ur. 13 maja 1989) – amerykańska koszykarka grająca na pozycjach rozgrywającej oraz rzucającej, aktualnie zawodniczka rumuńskiego Sirius TGM.
Została pierwszą w historii zawodniczką zespołu Marquette Golden Eagles, która uzyskała co najmniej 1500 punktów, 500 asyst i 250 przechwytów w karierze.
Została wybrana w drafcie WNBA z numerem 22 przez New York Liberty w 2011 roku, po czym została wysłana do Minnesoty Lynx. Zespół zwolnił ja jeszcze przed rozpoczęciem sezonu zasadniczego.

## Osiągnięcia
Stan na 27 czerwca 2019, na podstawie, o ile nie zaznaczono inaczej.
NCAA
- Uczestniczka II rundy turnieju NCAA (2011)
- Mistrzyni turnieju NIT (2008)
- Zaliczona do:
  - I składu:
    - Big East (2011)
    - debiutantek Big East (2008)

  - II składu Big East (2009, 2010)

Drużynowe
- Mistrzyni Szwajcarii (2014, 2017)
- Zdobywczyni pucharu:
  - Szwajcarii (2014)
  - ligi szwajcarskiej (2014)

Indywidualne
(* – nagrody przyznane przez portal eurobasket.com)
- Uczestniczka meczu gwiazd PLKK (2015)[4]
- Zaliczona do*:
  - I składu zawodniczek zagranicznych ligi:
    - szwedzkiej (2013)
    - rumuńskiej (2019)

  - II składu ligi rumuńskiej (2017)
  - honorable mention ligi:
    - szwedzkiej (2013)
    - szwajcarskiej (2014)
    - rumuńskiej (2018, 2019)
- Liderka strzelczyń ligi rumuńskiej (2017)